# Фосфоламбан
PLN (англ. Phospholamban) — білок, який кодується однойменним геном, розташованим у людей на короткому плечі 6-ї хромосоми. Довжина поліпептидного ланцюга білка становить 52 амінокислот, а молекулярна маса — 6 109.
| 10         |  | 20         |  | 30         |  | 40         |  | 50         |
| ---------- |  | ---------- |  | ---------- |  | ---------- |  | ---------- |
| MEKVQYLTRS |  | AIRRASTIEM |  | PQQARQKLQN |  | LFINFCLILI |  | CLLLICIIVM |
| LL         |  |            |  |            |  |            |  |            |

A: Аланін

C: Цистеїн

E: Глутамінова кислота

F: Фенілаланін

I: Ізолейцин

K: Лізин

L: Лейцин

M: Метіонін

N: Аспарагін

P: Пролін

Q: Глутамін

R: Аргінін

S: Серин

T: Треонін

V: Валін

Кодований геном білок за функцією належить до фосфопротеїнів.
Задіяний у такому біологічному процесі, як ацетилювання.
Локалізований у мембрані, мітохондрії, ендоплазматичному ретикулумі, саркоплазматичному ретикулумі.